# Fructocinasa
La fructocinasa es una enzima que en los mamíferos se encuentra en el hígado, intestino y corteza adrenal. La Fructocinasa pertenece a las transferasas según las recomendaciones del Comité de Nomenclatura de la Unión Internacional de Bioquímica y Biología Molecular (NC-IUBMB). Por tanto transfiere grupos funcionales entre sustratos. Es considerada una fosfotransferasa (o kinasa) ya que transfiere un grupo fosfato a su sustrato. La fructocinasa específicamente cataliza la transferencia de un grupo fosfato desde el ATP a la fructosa como primera etapa en el metabolismo de la fructosa.

La enzima de los mamíferos (EC 2.7.1.3), también conocida como fructocinasa hepática o cetohexocinasa, produce como producto fructosa-1-fosfato.

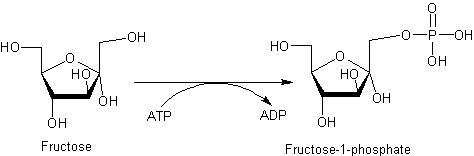
Figura 1. Reacción catalizada por la fructocinasa.

En cambio la enzima de las plantas y bacterias (EC 2.7.1.4) produce como producto fructosa-6-fosfato. Otra enzima parecida es la hexocinasa de la que se obtiene como producto también fructosa-6-fosfato.

## Funciones en los mamíferos
La función principal de la fructocinasa en los mamíferos es el metabolismo de la fructosa y su introducción en las rutas metabólicas más importantes como por ejemplo en la glucólisis. La enzima humana requiere potasio para su funcionamiento, es inhibida por el ADP, se presenta como homodímero, es abundante en el hígado, riñones, esófago, bazo y páncreas, y se encuentra en bajos niveles en la corteza adrenal, músculo, cerebro y ojos.

Figura 2. Introducción de la fructosa en la glucólisis: fructocinasa (FK), aldolasa-B (ALD-B), triosa fosfato isomerasa (TPI) y triosa kinasa (TK).

En el hígado humano, se ha descubierto que la fructocinasa purificada unida a la aldolasa contribuyen a un mecanismo alternativo para producir oxalato desde el xilitol. La fructocinasa y la aldolasa producen glicolaldehído (un precursor del oxalato) a partir de D-xilulosa vía D-xilulosa-1-fosfato.
En las células del hígado de rata (hepatocitos), el GTP también es sustrato de la fructocinasa a una velocidad sustancial. En estos hepatocitos aislados, in vivo, cuando la concentración de ATP baja a ≈ 1 milimol el GTP se convierte en un importante sustrato bajo estas condiciones específicas.

## Relevancia clínica
La fructosuria o deficiencia hepática de fuctocinasa es un desorden metabólico raro pero benigno. Los individuos afectados muestran usualmente una alta concentración de fructosa en la sangre después de haber ingerido fructosa, sucrosa o sorbitol. La enfermedad está caracterizada principalmente por la detección a través de análisis de orina de la excreción anormal de fructosa. La fructocinasa es necesaria para la síntesis de glucógeno, la forma en que el cuerpo almacena energía. La presencia de fructosa en la sangre y en la orina puede provocar un incorrecto diagnóstico de la diabetes mellitus. Los síntomas que conducen a un diagnóstico eventual de la fructosuria son la deficiencia en fructocinasa hepática, levulosuria y deficiencia de cetohexocinasa.

## Funciones en las plantas y bacterias
Se ha caracterizado la fructocinasa de diversos organismos como las semillas de los guisantes (Pisum sativum), aguacate (Persera americana), las semillas del maíz (Zea mays) y muchos más.
Específicamente, la fructocinasa puede también regular la síntesis del almidón junto a la sucrosa sintasa, que metaboliza primero los "tejidos sumidero" en las plantas como las patatas. También hay dos genes fructocinasa divergentes que se expresan diferencialmente y que tienen diferentes propiedades enzimáticas, como los encontrados en los tomates. En los tomates, el ARNm de la fructocinasa 1 (Frk 1) es expresado a un nivel constantes durante el desarrollo del fruto. En cambio, el ARNm de la fructocinasa 2 (Frk 2) tiene una alta expresión cuando el fruto es joven y decrece durante las últimas etapas de desarrollo del fruto. La Frk 2 tiene más afinidad por la fructosa que la Frk 1 pero la actividad de la Frk 2 es inhibida por altos niveles de fructosa, mientras que la actividad de la Frk 1 no lo es.
En la Sinorhizobium meliloti, una bacteria del suelo, la fructocinasa también es usada en el metabolismo del manitol y sorbitol además de en el metabolismo de la fructosa.